# چراغ جلو

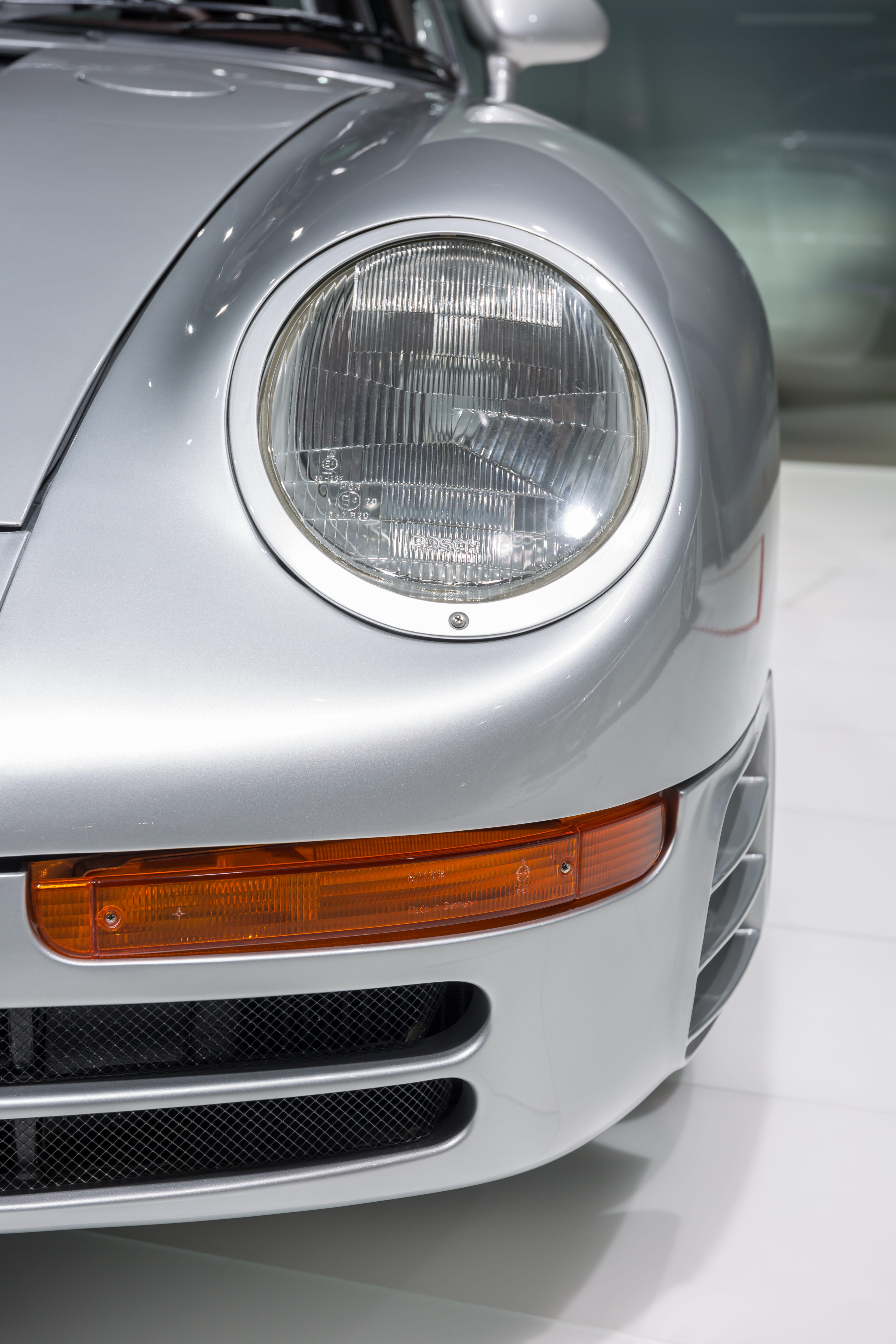
چراغ جلوی پورشه ۹۱۱

چراغ جلو وسیله روشنایی‌ای است که در بخش جلویی وسایل نقلیه همانند خودرو قرار دارد و وظیفه آن روشن کردن راه یا جاده می‌باشد. عملکرد چراغ جلو در طول تاریخ ساخت و طراحی خودروها به‌طور پیوسته بهبود یافته‌است؛ قبلاً نگرانی بیشتری دربارهٔ میزان مرگ و میر و تصادفات در تاریکی وجود داشت.
وسایل نقلیه‌ای همانند قطار، دوچرخه و هواپیما نیز نیاز به چراغ جلو دارند.